# Ansitz Aichberg

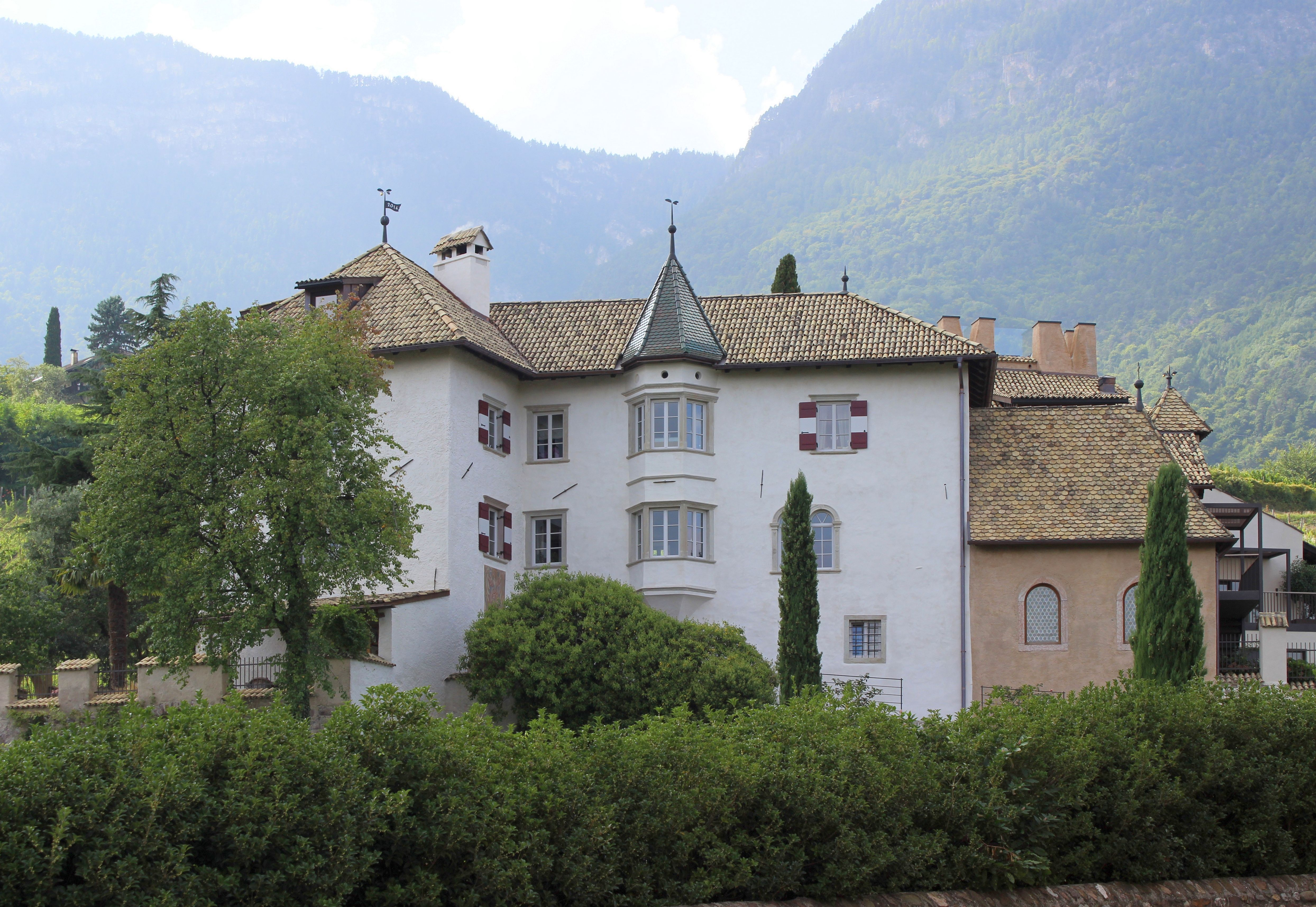
Ansicht von Aichberg

Der Ansitz Aichberg (auch Schloss Aichberg genannt) befindet sich in Eppan in Südtirol. Der Name des Ansitzes ist auf die Besitzerfamilie der Aichner im 17. Jahrhundert zurückzuführen.

## Geschichte
1570 hatte der aus Kurtinig stammende Jakob Aichner den benachbarten Ansitz Paschbach übernommen. 1570 war Aichberg im Besitz der in Eppan reich begüterten Familie Lanser. Im gleichen Jahr ist der Ansitz auf Nikolaus Leys übergegangen, der mit der ältesten Tochter von David Lanser verheiratet war (die Anlage soll damals noch Hof auf dem Paschbach geheißen haben). Nikolaus Leys wurde 1613 mit dem Prädikat von Paschbach nobilitiert. 1625 übernahm Valentin Christof von Aichner (1632 nobilitiert zu Aichner von Paschbach zu Aichberg) den Ansitz. Unter Valentin Christof kam es zu einem größeren Umbau, belegt durch ein Wappen mit Inschrift auf dem Keilstein im Westportal des Turmes (V C A V P und Jahreszahl 1630). Auch der ursprünglich zweigeschossige Zubau zu Wohnzwecken an der Südostecke, durch den die heutige Zufahrt in den Innenhof erfolgt, geht auf diese Zeit zurück. 
In der Folge wechselten die Besitzer mehrmals: 1740 gelangte der Ansitz an die Herren von Eyberg in Schwaz, 1776 an Leopold Adam von Wenser, 1860 Johann Klotz. Um 1879 erwarb Josef Heinrich von Zastrow-Sängerhoff (die Zastrows waren eine vom westfälischen Sengerhof in Dinker zugewanderte Stifterfamilie) den Ansitz, den er zwischen 1870 und 1875 im Stil des Historismus umbauen ließ. Er ließ auch eine nordseitige Erweiterung des Osttraktes mit einem großen Kellerraum (Weinkeller) und einer darüber liegenden Marienkapelle vornehmen. 1875 schuf Johann Hintner Malereien der Madonna mit Kind an der in der Richtung Norden vorgebauten Kapelle im Erdgeschoss. Am Haupteingang befindet sich ein Fresko von Peter Fellin von 1950 mit dem Hl. Georg als Drachentöter.
Um 1920 war Franz Tausend Herr in dem Ansitz. Nach dem Zweiten Weltkrieg war Aichberg im Besitz der Gräfin Caroline Forni. Ab 1965 wurde der Ansitz von den Grafen Khuen-Belasi als Hotel geführt. 2012 ging Aichberg im Kaufweg an die Familie Pichler über.

## Aichberg heute
Der älteste Teil von Aichberg ist der dreigeschossige Turm (Seitenlängen 7,5 und 8,5 m, Mauerstärke 1,5 m) im Nordwestflügel der Anlage. Der Turm mit seinen Schwalbenschwanzzinnen erreicht eine Höhe von 12 Metern. Ein zugemauerter Hocheinstieg deutet darauf hin, dass dies ein spätromanischer Wehrturm aus dem 14. Jahrhundert war. Im 15. Jahrhundert wurde der Turm mit einem Baukörper nach Osten erweitert (mit einer tonnengewölbten Rauchküche). Ein grünglasierter Kachelofen in dem hofseitig zugänglichen Erdgeschoss deutet auf eine Gesindestube hin. In der Renaissancezeit (um 1630) wurde Aichberg umgebaut (etwa ein Doppelbogenfenster an dem talseitigen Flur). In der Barockzeit wurden einzelne Teile der Anlage (Osttrakt und südostseitiger Zubau) aufgestockt. Damals wurden auch die Böschungsmauern an der Süd- und Westfassade des Turms errichtet. 
Unter den Khuen-Belasi wurden weitere Um- und Zubauten vorgenommen, z. B. wurde anstatt des Wirtschaftsgebäudes westlich des Turmes eine Fremdenpension eingerichtet. 